# Aaron Rouse
(en) Statistiques sur pro-football-reference
Aaron Roosevelt Rouse, né le 8 janvier 1984 à Virginia Beach, est un ancien joueur américain de football américain. Membre du Parti démocrate, il est sénateur de Virginie depuis 2023.

## Enfance
Rouse étudie à la First Colonial High School où il joue à de nombreuses positions dans l'équipe de football américain de l'école, notamment comme linebacker et wide receiver. Lors de sa dernière année lycéenne, il est nommé joueur défensif de l'année dans le district de Virginia Beach.

## Carrière

### Université
Il entre à l'université technologique de Virginie et intègre l'équipe de football américain des Hokies. En 2005, il réalise soixante-dix-sept tacles et cinq interceptions, finissant leader de la défense de Virginia Tech. Néanmoins, il se fait surtout connaître pour être un joueur qui reçoit beaucoup de pénalité.
Pour sa dernière saison à Virginia Tech, ses performances chutent comparées à sa saison de junior et il devient très vite la cible de critique malgré une bonne fin de saison. Il finit sa carrière universitaire avec 217 tacles, douze tacles pour perte, quatre fumbles provoqués et un récupéré, neuf passes déviées et cinq interceptions.

### Professionnel
Aaron Rouse est sélectionné au troisième tour du draft de la NFL de 2007 par les Packers de Green Bay au quatre-vingt-neuvième choix. Le 8 juin 2007, il signe un contrat de quatre ans avec Green Bay d'une valeur de 2,3 millions de dollars. Le 11 novembre 2007, il joue son premier match comme titulaire pour remplacer Nick Collins, blessé, contre les Vikings du Minnesota. Une semaine plus tard, il intercepte une passe de Vinny Testaverde contre les Panthers de la Caroline, ce qui est sa première interception. Contre les Lions de Detroit, il récidive en interceptant une autre passe. Il finit sa saison de rookie avec vingt-cinq tacles, quatre passes déviées et deux interceptions.
En 2008, il retourne au poste de remplaçant, secondant Atari Bigby mais lorsque celui-ci se blesse lors de la seconde journée contre Detroit, Rouse reprend le poste de titulaire la semaine suivante. Lors du dernier quart de la quatrième journée contre les Buccaneers de Tampa Bay, Rouse se blesse au genou et reste sur la touche une semaine. Lors d'un match contre les Colts d'Indianapolis, il intercepte une passe de Peyton Manning pour Anthony Gonzalez et la retourne en touchdown de quatre-vingt-dix-neuf yards, son premier en NFL. Le retour de blessure de Bigby oblige Rouse à revenir sur le banc.
Pour 2009, il reste à un poste de remplaçant et revient comme titulaire après la nouvelle blessure de Bigby au début de saison. Green Bay le libère le 23 septembre 2009 après la venue de Matt Giordano.
Le lendemain de sa libération, Rouse signe avec les Giants de New York après le forfait de Kenny Phillips jusqu'à la fin de saison. Il obtient son premier poste de titulaire en jouant quatorze matchs dont huit comme titulaire mais n'intercepte aucune passe et fait quarante-quatre tacles. Il est libéré le 6 mars 2010.
Le 3 août 2010, il signe durant la pré-saison avec les Cardinals de l'Arizona mais il est remercié quelques jours plus tard, le 18 août. Déçu de ce traitement, il signe avec les Nighthawks d'Omaha jouant en United Football League. Il n'y reste qu'une seule saison avant de s'engager avec les Destroyers de Virginie et de s'imposer comme un des piliers de la défense. Lors du UFL Championship Game 2011, il intercepte trois passes dans le même match et permet à son équipe de remporter le championnat UFL contre les Locomotives de Las Vegas 17-3. Il est nommé MVP du match.

## Palmarès
- Équipe de la conférence ACC 2005
- MVP du UFL Championship Game 2011
- Champion UFL 2011

## Carrière politique
Rouse est engagé auprès du Parti démocrate. En 2018, il est élu conseiller municipal de Virginia Beach.
Après l'élection de Jen Kiggans à la Chambre des représentants des États-Unis, Aaron Rouse se présente à sa succession au Sénat de Virginie dans le 7e district lors d'une élection partielle le 10 janvier 2023. Il est élu de justesse, avec 50,7 % des voix, face au républicain Kevin Adams et prend ses fonctions le 18 janvier.
En 2024, il annonce sa candidature à l'élection au poste de lieutenant-gouverneur de Virginie de 2025.